# Piotr Wierzbicki
Piotr Wierzbicki (właściwie Władysław Piotr Wierzbicki) (ur. 5 listopada 1935 w Warszawie) – polski dziennikarz, pisarz, publicysta, krytyk muzyczny. Laureat Nagrody Literackiej Gdynia 2015 w kategorii eseistyka. Wnuk Andrzeja Wierzbickiego.

## Życiorys
Jest absolwentem warszawskiego Gimnazjum im. Tadeusza Reytana (1953). Po ukończeniu studiów na Wydziale Filologicznym Uniwersytetu Warszawskiego w 1957 przez kilka lat pracował jako nauczyciel języka polskiego w warszawskich szkołach.
W 1957 rozpoczął współpracę z pismem „Współczesność”, gdzie publikował felietony muzyczne i eseje poświęcone polskiej poezji. Był członkiem redakcji tygodników „itd” (1967–1972) oraz „Literatura” (1972–1977). W „Literaturze” publikował stałe felietony. W 1977 podpisał list w obronie aresztowanych członków Komitetu Obrony Robotników, za co stracił pracę w „Literaturze”. Pracę felietonisty kontynuował w „Tygodniku Powszechnym” (1977–1989).
Pod koniec lat 70. publikował w wydawnictwach podziemnych i emigracyjnych, m.in. Biuletynie Informacyjnym KSS „KOR”, „Głosie”, „Zapisie”. Na łamach „Zapisu” opublikował jeden ze swoich najgłośniejszych tekstów – Traktat o gnidach, krytykujący postawy intelektualistów lojalnych wobec władz PRL. Tekst spotkał się m.in. z polemiką Adama Michnika w „Zapisie” oraz poparciem Jarosława Kaczyńskiego w „Głosie”.
W czasie stanu wojennego (od 13 grudnia 1981 do 10 lipca 1982) był internowany w ośrodkach w Białołęce, Jaworzu i Darłówku.
W latach 1989–1991 pracował w redakcji „Tygodnika Solidarność”. 10 listopada 1989 w „Tygodniku Solidarność” ukazał się jego artykuł pt. Familia, świta, dwór, w którym Wierzbicki przedstawił działające w kierownictwie obozu solidarnościowego koterie. Artykuł był pierwszym sygnałem podziałów w środowisku „Solidarności”. Od 1991 do 1992 był redaktorem naczelnym dziennika „Nowy Świat”. W 1993 założył miesięcznik (przekształcony w tygodnik) „Gazeta Polska” i do 2005 pełnił funkcję redaktora naczelnego. Odszedł po konflikcie z Tomaszem Sakiewiczem, który zastąpił go na stanowisku redaktora naczelnego.
W 1990 wspierał kandydaturę Lecha Wałęsy na prezydenta, by następnie stać się jego zdecydowanym krytykiem. Jako redaktor naczelny dziennika „Nowy Świat” był zwolennikiem polityki rządu Jana Olszewskiego. W kolejnych latach krytykował Wałęsę oraz środowiska Unii Demokratycznej i Unii Wolności. Opowiadał się za lustracją i dekomunizacją. Na łamach „Gazety Polskiej” opublikował tzw. listę Macierewicza. Jednocześnie wskazywał na zagrożenie ze strony antyunijnych środowisk skrajnej prawicy.
W latach 2004–2009 publikował felietony poświęcone muzyce poważnej w „Gazecie Wyborczej”. Prowadził również audycje popularyzujące muzykę poważną w Programie I Polskiego Radia. Od 2020 roku prowadzi audycję „Filharmonia w pigułce” w radiowej Czwórce.
Jest członkiem Polskiego PEN Clubu i Stowarzyszenia Pisarzy Polskich.

## Twórczość
- Entuzjasta w szkole, Warszawa 1977
- Cyrk, Warszawa 1979
- Wybór studiów gnidologicznych, Kraków: „Kos”, 1981
- Myśli staroświeckiego Polaka, Warszawa 1985
- Pułapka na ludzi, Warszawa 1985
- Struktura kłamstwa, Warszawa 1986
- Traktat o gnidach, Chicago: „Polonia”, 1986.
- Szary człowiek, Warszawa: „Pokolenie”, 1986.
- Bitwa o Wałęsę, Warszawa 1990
- Rozkosznisie czyli Epos gnidologiczny w czterech księgach, Warszawa 1991
- Życie z muzyką, Warszawa 1993
- Upiorki, Warszawa 1995
- Podręcznik Europejczyka. Z Ciemnogrodu do Paryża, Poznań 1996
- Andrzej Wierzbicki, Żywy Lewiatan. Wspomnienia, Warszawa 2001 (wstęp i oprac.)
- Mikrokosmos, Warszawa 2002
- Zapis świata. Traktat metafizyczny, Warszawa 2009
- Migotliwy ton. Esej o stylu Chopina, Warszawa 2010
- Muzykalny kosmos, Warszawa 2010 (nominacja do Nagrody Literackiej Nike 2011[9])
- Boski umysł. Esej o tropieniu świata, Warszawa 2011
- Cholerna niepodległość, Warszawa 2012
- Boski Bach, Warszawa 2014 (Nagroda Literacka Gdynia 2015 w kategorii eseistyka[2])
- Nieboski Chopin, Warszawa 2015
- Lilianik, Warszawa 2015
- Jak słuchać muzyki, Warszawa 2016
- W salonie, Warszawa 2017
- Agnostyk i jego Bóg, Warszawa 2018
- Powrót do Mickiewicza, Warszawa 2020
- Wiersze o wierszach, Warszawa 2021
- Bez honoru, Warszawa 2021
- Domek Baby Jagi. Felietony i eseje wybrane, Warszawa 2022

## Odznaczenia
Postanowieniem prezydenta Lecha Kaczyńskiego z 3 maja 2007 „za wybitne zasługi dla niepodległości Rzeczypospolitej Polskiej, za działalność na rzecz przemian demokratycznych, za osiągnięcia w podejmowanej z pożytkiem dla kraju pracy zawodowej i działalności społecznej” został odznaczony Krzyżem Wielkim Orderu Odrodzenia Polski i został nim udekorowany tego samego dnia w czasie uroczystości z okazji święta 3 Maja.